# Diadoque
Sauf précision contraire, les dates de cet article sont sous-entendues « avant l'ère commune », c'est-à-dire « avant Jésus-Christ ».
Ne doit pas être confondu avec le diadoque, le prince héritier (dauphin) du trône de Grèce à l’époque contemporaine.
Pour les articles homonymes, voir Diadoque (homonymie).
 (mars 2022).

Les royaumes des Diadoques vers -303

Les Diadoques sont les généraux et compagnons d'Alexandre le Grand. Ils luttent les uns contre les autres pour contrôler son immense empire après sa mort en 323 av. J.-C. Se disputant le titre royal et les territoires conquis, ils donnent naissance aux principales dynasties grecques de l'époque hellénistique : celle des Lagides, fondée par Ptolémée, des Séleucides fondée par Séleucos, et des Antigonides fondée par Antigone le Borgne.

Les royaumes des Diadoques après la bataille d'Ipsos.

Les guerres des Diadoques (321 à 281 av. J.-C.) marquent traditionnellement le début de l'époque hellénistique.
Diadoque (du grec ancien : διάδοχος / diádokhos, « successeur ») est, plus largement, le nom donné aux personnages qui, dans la Grèce antique, succèdent à un roi.

## Origines du terme

### Étymologie
Le terme « diadoque » a été introduit dans la langue française à la fin du XIXe siècle, d'abord pour désigner les généraux qui se disputent l'empire d'Alexandre le Grand, et dans l'édition 1932 du Dictionnaire de l'Académie française, au sens de prince héritier du royaume Grèce (dans la royauté grecque moderne),. Le mot est emprunté au grec ancien διάδοχος / diádokhos, « successeur, qui recueille la succession de », déverbal du grec ancien διαδέχομαι / diadékhomai, « recevoir par succession ».

### Terminologie
L'historien prussien Johann Gustav Droysen — souvent considéré comme le père fondateur de l'histoire hellénistique — définit la notion de « successeurs d'Alexandre » en 1836 dans L'Ère des Diadoques, ouvrage qui traite de la période allant de 323 à 220 av. J.-C. Dans Histoire des Épigones (1843), il décrit plus précisément les royaumes hellénistiques de la deuxième génération des Diadoques, les « héritiers » des premiers successeurs, entre 277 et 221 av. J.-C.. La pensée historique de Droysen a depuis été perpétuée par les historiens contemporains et le terme de « diadoque » est maintenant utilisé universellement.
À la même époque, l'historien anglais George Grote ne mentionne pas pour ainsi dire les Diadoques dans la première édition de son History of Greece. from the Earliest Period to the Close of the Generation Contemporary with Alexander the Great (12 vol., 1846-1856). Dans cet ouvrage il les décrit comme des « rois » ayant pris le pouvoir après la mort d'Alexandre. Dans l'édition de 1869, il précise qu'il s'agit « de grands officiers d'Alexandre, qui après sa mort se divisent l'Empire qu'il avait conquis pour se créer leurs propres royaumes ».

### Sources antiques
Les sources contemporaines des Diadoques sont désormais réduites à l'état de fragments. L'Histoire des successeurs d'Alexandre de Hiéronymos de Cardia, collaborateur d'Eumène de Cardia puis d'Antigone le Borgne, a inspiré différents historiens : Diodore de Sicile (Bibliothèque historique, livres XVIII à XX), Trogue Pompée (Histoires philippiques, abrégées par Justin), Plutarque (les Vies parallèles d'Alexandre, d'Eumène et de Démétrios) et Arrien (Histoire de la succession d'Alexandre). Enfin, Les Macédoniques de Douris de Samos ont inspiré Trogue-Pompée et Plutarque.

## Partage de l'empire d’Alexandre

### La nature monarchique du pouvoir
Sous le règne de Philippe II, la Macédoine est un État qui ne répond pas aux principes de la cité grecque. Le gouvernement est une basileia (monarchie), le chef d’État étant le basileus. Son fils, Alexandre, reçoit le titre de kurios (régent) de Macédoine pendant qu'il mène ses campagnes militaires. Après l’assassinat de Philippe en 336 av. J.-C., Alexandre prend le contrôle du royaume en éliminant ses rivaux. La même année, Darius III accède au trône de Perse et devient le Grand Roi.
Par ailleurs, Alexandre est, à la suite de son père, hégémon (commandant en chef) de la Ligue de Corinthe qui vise à unir les cités grecques contre l'Empire perse. Il convient de noter que cette ligue des Hellènes a été rétablie en 302 av. J.-C. par le Diadoque Antigone le Borgne et son fils Démétrios Poliorcète.

### Le rôle des Compagnons
L’institution des Compagnons (Hetairoi) offre à l'armée macédonienne une souplesse dans le cadre des opérations militaires et d'une répartition des talents. Les Compagnons n'ont pas de fonctions fixes, à l’exception de la cavalerie. Ils sont plutôt un ensemble d’officiers, qu'Alexandre peut assigner au gré des besoins. Généralement membres de la noblesse macédonienne (on trouve aussi des Grecs), beaucoup sont unis personnellement à Alexandre. Au fil de la conquête, certains obtiennent pouvoirs et richesses. La mort d'Alexandre ne signifie pas l'extinction de leurs ambitions, du moins pour les plus importants d'entre eux.

### Les accords de Babylone

Partage de l'empire d'Alexandre après les accords de Babylone.

Quand Alexandre le Grand meurt à Babylone en juin 323 av. J.-C., il laisse derrière lui un immense empire qui s'étend de la Macédoine au Pendjab, en incluant notamment les régions suivantes : l'Anatolie, le Levant, l’Égypte, la Babylonie, la Perse et la Bactriane.
Les dissensions entre les généraux d'Alexandre apparaissent immédiatement car il meurt sans héritier désigné, même si, selon les auteurs de la Vulgate, il aurait confié, agonisant, l'anneau royal à Perdiccas, deuxième dans la hiérarchie à la fin du règne. Méléagre et la phalange soutiennent en effet le demi-frère d'Alexandre, Philippe III Arrhidée, alors que Perdiccas soutient lui l'idée d'attendre la naissance de l'enfant qu'Alexandre a eu avec Roxane. Un compromis est trouvé : Philippe III devient roi en compagnie de l'enfant de Roxane, le futur Alexandre IV, dans l'idée qu'il serait un garçon. Perdiccas devient chiliarque (régent) de l'« empire », autrement dit des territoires d'Asie. Cependant, il fait exécuter Méléagre et cherche à exercer un plein contrôle sur les affaires politiques, ce qui suscite l'hostilité de certains généraux.
La plupart de ces dignitaires reçoivent d'importantes dotations sous la forme de satrapies. Les principales désignations sont les suivantes :
Ptolémée reçoit l'Égypte ; Antigone, la Phrygie, la Lycie et la Pamphylie ; Lysimaque, la Thrace ; Léonnatos, la Phrygie hellespontique ; Eumène de Cardia la Cappadoce ; Néoptolème l'Arménie ; Peithon la Médie. La Macédoine et la Grèce restent sous l'égide d'Antipater, dont le fils, Cassandre, devient commandant des hypaspistes. Enfin Séleucos obtient le commandement de la cavalerie des Compagnons en tant qu'hipparque.
Dans les territoires orientaux, Perdiccas conserve les dirigeants mis en place par Alexandre : Taxilès et Poros en Inde, Oxyartès dans les Paropamisades, Peucestas en Perside, Sibyrtios en Arachosie et Gédrosie, Stasanor en Arie et Drangiane, Philippe en Bactriane et Sogdiane, etc.

### La régence d'Antipater
Antipater conserve sous le règne d'Alexandre le rôle éminent qu'il tient depuis Philippe II. Quand l'armée macédonienne part pour l'Asie en 334 av. J.-C., il est en effet désigné régent de Macédoine et de Grèce, au titre de « stratège d'Europe ». Peu de temps avant sa mort en 323 av. J.-C., Alexandre confie à Cratère la mission de ramener les vétérans en Macédoine et de prendre la place d'Antipater, lequel doit se rendre à Babylone à la tête de nouvelles troupes. Mais la mort d’Alexandre remet en cause cette décision. Antipater est en effet confirmé comme régent de Macédoine et de Grèce par les accords de Babylone. Ils forment une sorte de « triumvirat » avec Perdiccas, chiliarque de l'empire, et Cratère, tuteur des rois.

### Cratère, tuteur des rois
Cratère est l'un des principaux commandants d'Alexandre, et l'un de ses plus proches « conseillers » avec Héphaistion. Après la sédition d'Opis sur le Tigre en 324 av. J.-C., Alexandre lui ordonne, en compagnie de Léonnatos, de ramener les vétérans en Macédoine. C'est en Cilicie que Cratère apprend la mort du roi. Mais du fait de la distance qui le sépare de Babylone, il ne peut pas participer aux accords de Babylone. De par son prestige, il est tout de même désigné tuteur (prostatès) des rois Philippe III et Alexandre IV, respectivement demi-frère et fils posthume d'Alexandre. Cratère et Léonnatos se rendent en Europe car la nouvelle de la mort d’Alexandre a provoqué la rébellion des Grecs durant la guerre lamiaque en 322 av. J.-C.. À l'issue de cette campagne victorieuse, Antipater lui offre sa fille Phila. Par la suite il est alerté par Antigone le Borgne des ambitions « impériales » de Perdiccas et passe en Asie Mineure avec l'appui de Néoptolème qui le persuade de marcher contre Eumène de Cardia, le stratège de Perdiccas. Il trouve la mort en combattant Eumène au printemps 321 av. J.-C. en Cilicie.

### Les ambitions de Léonnatos
À la mort d'Alexandre, le Conseil des Sômatophylaques et des Philoi (Amis), désigne Léonnatos, en compagnie de Perdiccas, tuteur (prostatès) provisoire de l'enfant à naître de Roxane, le futur Alexandre IV. Lors des accords de Babylone, Léonnatos abandonne la prostasie à Cratère. Léonnatos aurait nourri des ambitions royales, légitimé par sa parenté avec la mère de Philippe II, Eurydice, et la promesse d’un mariage avec Cléopâtre, sœur d’Alexandre. Alors qu'il est censé faire la conquête de la Cappadoce au profit d'Eumène de Cardia, il répond à l'appel d'Antipater, enfermé dans Lamia. Antipater lui aurait proposé d’épouser l'une de ses filles, peut-être Eurydice. La guerre lamiaque donne à Léonnatos l'occasion de remporter un succès militaire dont il espère profiter pour remplacer Antipater à la régence et peut-être se proclamer roi de Macédoine. Il détourne donc une grande partie de l'armée destinée à la conquête de la Cappadoce et intervient pour secourir Antipater. Mais Léonnatos est tué lors d'un engagement aux pieds des remparts de Lamia en 322 av. J.-C.

## L'ère des Diadoques

### La répression des révoltes
La nouvelle de la mort d'Alexandre inspire une révolte des cités grecques emmenées par Athènes, connue sous le nom de guerre lamiaque. Les Grecs contraignent Antipater à s'enfermer dans la forteresse de Lamia en Thessalie. Celui-ci reçoit le soutien de renforts commandés par Léonnatos qui trouve la mort pendant les combats. Mais la guerre ne se termine qu'avec l'arrivée de Cratère, à la tête des vétérans, qui défait les Grecs à la bataille de Crannon en août 322 av. J.-C.
Dans le même temps, Peithon, l'ambitieux satrape de Médie, réprime sévèrement une révolte des colons grecs de Bactriane qui souhaitent leur rapatriement. Perdiccas et Eumène de Cardia soumettent la Cappadoce, jamais conquise par Alexandre, en battant le roi auto-proclamé Ariarathe.

### La première guerre des Diadoques (321–320av. J.-C.)
Le mariage prévu entre Perdiccas et la sœur d'Alexandre, Cléopâtre, ainsi que les ambitions hégémoniques, si ce n'est royales, du chiliarque, suscitent l'hostilité d'Antipater, Cratère, Antigone et Ptolémée qui forment rapidement une coalition. L'élément déclencheur de la guerre est, en 322 av. J.-C., le détournement par Ptolémée de la dépouille embaumée d'Alexandre et son transfert en Égypte à Memphis. Bien qu'Eumène de Cardia parvienne à vaincre (et tuer) Cratère en Asie mineure à la bataille de l'Hellespont, Perdiccas est assassiné sur le Nil par ses généraux conjurés, dont Séleucos, Peithon et Antigénès. La mort de Perdiccas oblige à une nouvelle répartition du pouvoir.

### Le partage de Triparadisos
Consécutivement à la mort de Perdiccas en 321 av. J.-C., les Diadoques se partagent le pouvoir à Triparadisos (Syrie). La répartition des satrapies ne connait pas de grandes modifications. Antipater devient le régent (épimélète) de l'« empire » tandis que les deux roitelets, Philippe III et Alexandre IV, sont placés sous sa garde en Macédoine. Antigone est chargé de lutter contre le premier soutien de Perdiccas, Eumène de Cardia. De fait, Antipater maintient son contrôle sur l'Europe, tandis qu'Antigone tient une position similaire en Asie. La désignation d'Antipater rencontre pour seule opposition celle d'Eurydice, l'ambitieuse épouse de Philippe III.

### Mort d'Antipater et ses conséquences
En 319 av. J.-C., Antipater meurt, et avec lui la dernière autorité capable de maintenir un semblant d'unité à l'« empire ». Après cela, les conflits se succèdent, sachant qu'il confie sa succession à Polyperchon, un général de la « vieille génération », outrepassant son propre fils, Cassandre. Une guerre éclate donc rapidement en Europe entre Polyperchon et Cassandre, ce dernier étant soutenu par Antigone et Ptolémée. Polyperchon, qui cherche à maintenir la royauté argéade, s'allie avec Eumène de Cardia qu'il désigne « stratège d'Asie ». Le régent fuit jusqu'en Épire avec l'enfant-roi, Alexandre IV et sa mère Roxane. Là, il joint ses forces avec celles d'Olympias, la mère d'Alexandre, et ensemble ils tentent d'envahir la Macédoine en 317. Ils rencontrent l’opposition de Philippe III et de son épouse Eurydice. Mais ces derniers sont vaincus : Olympias ordonne l'assassinat de Philippe III et pousse Eurydice au suicide. En 316, Cassandre reprend l'initiative ; il fait exécuter Olympias et obtient définitivement la régence de Macédoine.

## Bilan politique

### L'avènement royal des Diadoques
Parmi les Diadoques, il convient de distinguer les généraux qui n'ont jamais obtenu la titulature royale tels, pour les plus importants d'entre-eux, Perdiccas, Antipater, Polyperchon, Eumène de Cardia, et les satrapes qui sont parvenus à se faire proclamer roi à la fin du IVe siècle av. J.-C., à savoir chronologiquement Antigone, Ptolémée et Séleucos, fondateurs des grandes dynasties hellénistiques (Antigonides, Lagides et Séleucides). Lysimaque, roi de Thrace, a quant à lui été vaincu par Séleucos et n'est pas parvenu à fonder de dynastie à la suite d'inextricables querelles matrimoniales.

### Les guerres des Diadoques de323à281av. J.-C.
Les guerres des Diadoques, marquées par de nombreux retournements d'alliance, opposent les principaux généraux d'Alexandre le Grand en vue de la direction de son immense empire ou du contrôle des territoires qui le composent. Elles se déroulent de 322 à 281 av. J.-C., soit de la coalition contre Perdiccas à la bataille de Couroupédion. À la mort d'Alexandre, au moins neuf généraux d'Alexandre se disputent son héritage. En 311, au moment d'un premier accord de paix, ils ne sont plus que cinq : Cassandre en Macédoine, Lysimaque en Thrace, Antigone en Asie Mineure et en Syrie, Séleucos en Babylonie et en Perse ainsi que Ptolémée en Égypte. En 301, après la défaite d'Antigone à la bataille d'Ipsos, son empire asiatique est partagé entre les vainqueurs, Séleucos et Lysimaque, amorçant une période de stabilisation, en dehors de la Macédoine qui connait une succession de guerres pour le pouvoir ainsi que la menace des invasions celtes. La défaite de Lysimaque en 281 marque la fin de l'ère des Diadoques, seul Séleucos ayant survécu à cette date.
Les principaux conflits mettant en jeu les Diadoques sont :
- la guerre lamiaque de 323 à 322, opposant Macédoniens et Grecs coalisés ;
- la première guerre des Diadoques de 322 à 321, opposant Perdiccas à une coalition ;
- la deuxième guerre des Diadoques de 319 à 315, opposant Antigone le Borgne à une coalition ;
- la troisième guerre des Diadoques de 314 à 311, opposant Antigone à une coalition ;
- la guerre babylonienne de 311 à 309, opposant Antigone et Séleucos ;
- la quatrième guerre des Diadoques de 308 à 301, opposant Antigone à une coalition ;
- les guerres de Démétrios Poliorcète en Asie Mineure et en Grèce de 296 à 288 ;
- la guerre pour la Macédoine entre Lysimaque et Séleucos de 285 à 281.

### Les Épigones: héritiers des Diadoques
Les Épigones sont les fils et héritiers des Diadoques. Il s'agit de Démétrios Poliorcète, fils d'Antigone le Borgne, de Ptolémée II, fils de Ptolémée et d'Antiochos Ier, fils de Séleucos. Ces souverains installent durablement les dynasties établies par les Diadoques : les Antigonides en Macédoine (installés définitivement par Antigone II Gonatas, fils de Démétrios), les Lagides en Égypte et les Séleucides en Asie (Babylonie, Syrie, Perse).
Les Attalides, qui règnent de 282 à 130 av. J.-C. sur le royaume de Pergame en Éolide, sont les héritiers de Philétairos, un général macédonien rallié à Lysimaque. Pyrrhus, roi d'Épire et (provisoirement) roi de Macédoine, qui a combattu les Romains, appartient à la période des Épigones sans en être véritablement un.

### La fin des royaumes hellénistiques
L'immense héritage d'Alexandre s'éteint peu à peu sous les coups de la conquête romaine qui commence au IIe siècle av. J.-C. et s'achève en 30 av. J.-C. Les Antigonides sont évincés par les Romains en 167 av. J.-C. après la bataille de Pydna qui clôt les guerres de Macédoine. Les Séleucides, qui ont notamment dû faire face aux incursions des Parthes, ont été forcés par les Romains d'abandonner le contrôle de l'Asie mineure, avant que la Syrie ne devienne une province romaine en 64 av. J.-C. sous la férule de Pompée. Les Lagides sont restés longtemps maîtres de l’Égypte, entretenant avec Rome une relation « amicale ». L'Égypte est finalement annexée par Rome en 30 av. J.-C. après la défaite de Cléopâtre VII et de Marc Antoine à la bataille d'Actium.

### Sources antiques
Sont mentionnées ici les sources non fragmentaires :
- Diodore de Sicile, Bibliothèque historique [détail des éditions] [lire en ligne], XVIII-XX.
- Plutarque, Vies parallèles [détail des éditions] [lire en ligne], Eumène, Démétrios, Pyrrhus.
- Justin, Abrégé des Histoires philippiques de Trogue Pompée [détail des éditions] [lire en ligne].

#### En français
- Marie-Claude Amouretti, François Ruzé, Phillippe Jockey, Le monde grec antique, Paris, Hachette, 2011, 352 p. (ISBN 978-2-011-46152-0)
- Paul Cloché, La Dislocation d’un empire. Les premiers successeurs d’Alexandre le Grand (323-281/0 avant J.-C), Paris, Payot, 1959, 302 p. (présentation en ligne).
- Jean Delorme, Le Monde Hellénistique (323-133 av. J.-C.). Evénements et institutions, Paris, SEDES, 455 p.
- Johann Gustav Droysen, Histoire de l'hellénisme, Jérôme Millon, coll. « Horos », 2005, 1769 p.
- Catherine Grandjean, Geneviève Hoffmann, Laurent Capdetrey, Jean-Yves Carrez-Maratray, Le Monde Hellénistique, Paris, Armand Colin, coll. « U », 396 (1re éd. 2008), 396 p. (ISBN 978-2-200-61817-9)
- Maurice Sartre, D'Alexandre à Zénobie. Histoire du Levant antique, Paris, Fayard, 2001, 1200 p. (ISBN 978-2-702-86536-1)
- Édouard Will, Histoire politique du monde hellénistique 323-30 av. J.-C., Paris, Seuil, coll. « Points Histoire », 2003 (ISBN 2-02-060387-X).
- Édouard Will, Le monde grec et l'Orient : Le monde hellénistique, t. 2, Paris, PUF, coll. « Peuples et Civilisations », 1993 (1re éd. 1975), 702 p. (ISBN 2-13-045482-8)

#### En anglais
- (en) Michel M. Austin, The Hellenistic World from Alexander to the Roman Conquest. A Selection of Ancient Sources in Translation, Cambridge, Cambridge University Press, 2006 (updated edition) (1re éd. 1994), XXX, 625 (ISBN 978-0-521-53561-8, présentation en ligne)
- (en) Tom Boiy, « Dating Methods During the Early Hellenistic Period », Journal of Cuneiform Studies, vol. 52,‎ 2000, p. 115-121 (lire en ligne)
- (en) Graham Shipley, The Greek World After Alexander, New York, Routledge, coll. « Routledge History of the Ancient World », 2000, 600 p. (ISBN 978-0-415-04617-6)
- (en) Frank W. Walbank, The Hellenistic World, Harvard, Harvard University Press, 1993 (revised edition) (1re éd. 1984), 288 p. (ISBN 978-0-674-38726-3)